# فرودگاه یونیتی (اورگن)
فرودگاه یونیتی (اورگن) (به انگلیسی: Unity Airport (Oregon))  یک فرودگاه خصوصی   است که یک باند فرود خاک دارد و طول باند آن ۷۳۱ متر است. این فرودگاه در  کشور ایالات متحده آمریکا قرار دارد و در ارتفاع ۱۲۱۱ متری از سطح دریا واقع شده است.